# Beierius walliskewi
Beierius walliskewi är en spindeldjursart som först beskrevs av Edvard Ellingsen 1912.  Beierius walliskewi ingår i släktet Beierius och familjen tvåögonklokrypare.

## Underarter
Arten delas in i följande underarter:
- B. w. legrandi
- B. w. longipes
- B. w. walliskewi